# الكسندر هان
الكسندر هان (بالألمانية: Alexander Hahn)‏ (20 يناير 1993 في روسيا - ) هو لاعب كرة قدم ألماني في مركز الوسط. شارك مع منتخب ألمانيا تحت 16 سنة لكرة القدم ومنتخب ألمانيا تحت 17 سنة لكرة القدم. أما مع النوادي، فقد لعب مع نادي ساربروكن وفيردر بريمن 2 ‏ ونادي مبن ‏.

## وصلات خارجية
- الكسندر هان على موقع قاعدة بيانات كرة القدم.إي يو (الإنجليزية)
- الكسندر هان على موقع بيانات كرة القدم. دي إي (الألمانية)
- الكسندر هان على موقع Soccerway.com (الإنجليزية)
- الكسندر هان على موقع عالم كرة القدم.نت (الإنجليزية)